# Vermilia punctata
Vermilia punctata är en ringmaskart som beskrevs av Jean-Charles Chenu 1838. Vermilia punctata ingår i släktet Vermilia och familjen Serpulidae. Inga underarter finns listade i Catalogue of Life.